# Coleosporium plectranthi
Coleosporium plectranthi är en svampart som beskrevs av Barclay 1813. Coleosporium plectranthi ingår i släktet Coleosporium och familjen Coleosporiaceae.   Inga underarter finns listade i Catalogue of Life.